# Ariadna bicolor
Ariadna bicolor là một loài nhện trong họ Segestriidae.
Loài này thuộc chi Ariadna. Ariadna bicolor được Nicholas Marcellus Hentz miêu tả năm 1842.